# Marienbrücke (Vilshofen)
Die Marienbrücke ist die einzige Donaubrücke in Vilshofen an der Donau. Sie steht bei Flusskilometer 2249,16 und hat eine Durchfahrtshöhe von 8,0 m über HSW.
Die nächste Straßenbrücke flussaufwärts ist die Donau-Wald-Brücke bei Flusskilometer 2266,23; flussabwärts folgen die Autobahnbrücke Schalding bei Flusskilometer 2234,26 und die Franz-Josef-Strauß-Brücke bei Flusskilometer 2230,10 in Passau.

## Beschreibung
Die insgesamt 257,25 m lange und 15,47 m breite Marienbrücke hat drei Fahrbahnen und beidseitige Gehwege, wobei der flussabwärts gelegene mit 3,0 m Breite auch von Radfahrern benutzt werden kann. Sie überbrückt neben der Donau auch die früheren Leinpfade bzw. die heutige Donaupromenade mit den unmittelbar flussabwärts von ihr gelegenen Schiffsanlegern für Flusskreuzfahrtschiffe.
Ihre sieben Öffnungen haben Pfeilerachsabstände von 3×25,80 + 116,10 + 2×25,80 + 12,15 m. Die Schifffahrtsöffnung von 116,10 m wird von einer Stabbogenbrücke überbrückt. Ihre leicht nach innen geneigten Bögen aus rechteckigen Hohlprofilen haben eine Pfeilhöhe von 17,3 m und sind mit vier Querträgern als Windverband ausgesteift. Die Brückentafel hängt mit je acht doppelten Stahlstangen an den Bögen. Sie hat eine Konstruktionshöhe von 1,48 m. Die Randfelder bestehen aus Plattenbalken.
Die Stabbogenbrücke wurde an Land hergestellt und anschließend eingeschwommen.

## Geschichte
1591 wurde die erste Donaubrücke Vilshofens eröffnet, eine hölzerne Pfahljochbrücke, die nach Hochwasser, Eisgang, Bränden und Kriegen häufig erneuert werden musste. 1711 entstand ein Neubau an derselben Stelle wie die heutige Brücke.
Nach dem Einsturz der hölzernen Brücke im April 1872 wurde im Dezember 1872 die von Heinrich Gerber geplante, 270,9 m lange schmiedeeiserne Fachwerkbrücke eingeweiht. Die kastenförmige Brücke hatte einen 64,5 m langen Gerberträger und vier weitere, 51,6 m lange Träger.
Am 29. April 1945, also wenige Tage vor dem Ende des Zweiten Weltkriegs, wurde die Brücke gesprengt. Danach musste man sich mit einer Fähre behelfen, bis eine zwischen 1948 und 1950 errichtete stählerne Bogenbrücke dem Verkehr übergeben werden konnte.
Der zunehmende Verkehr erforderte bald einen Neubau. 1980 wurde die neue Donaubrücke dem Verkehr übergeben. Es handelte sich um eine 8-feldrige stählerne Balkenbrücke mit Längsträgern und einer orthotropen Platte.
Um der Schifffahrt mehr Platz zu geben, wurde in den späten 1970er Jahren ein weiterer Neubau beschlossen.
Im März 2000 wurde die alte Brücke seitwärts auf neue Pfeiler verschoben und diente als Behelfsbrücke während des Baus der neuen Brücke.
Der Oberbau der neuen Brücke wurde daneben am Ufer hergestellt. Als er fast fertig war, stürzte er zusammen, was die Fertigstellung der Brücke um rund ein Jahr verzögerte. Die Brücke und die Stadtpromenade wurden dann 2002 fertiggestellt.
Die demontierte alte Brücke wurde der serbischen Stadt Ada an der Theiß geschenkt, wo sie beim Bau einer seit langem gewünschten Brücke  wiederverwendet wurde. Die dortige Schrägseilbrücke wurde zwischen 2007 und 2010 errichtet.

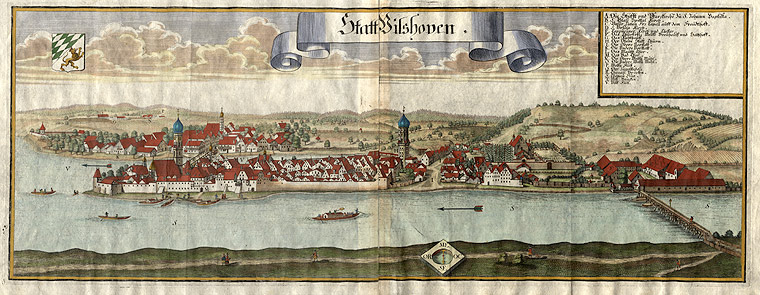
Statt Vilshoven um 1710 (kolorierter Kupferstich von Michael Wenig, aus Historico-topographica Descriptio, )
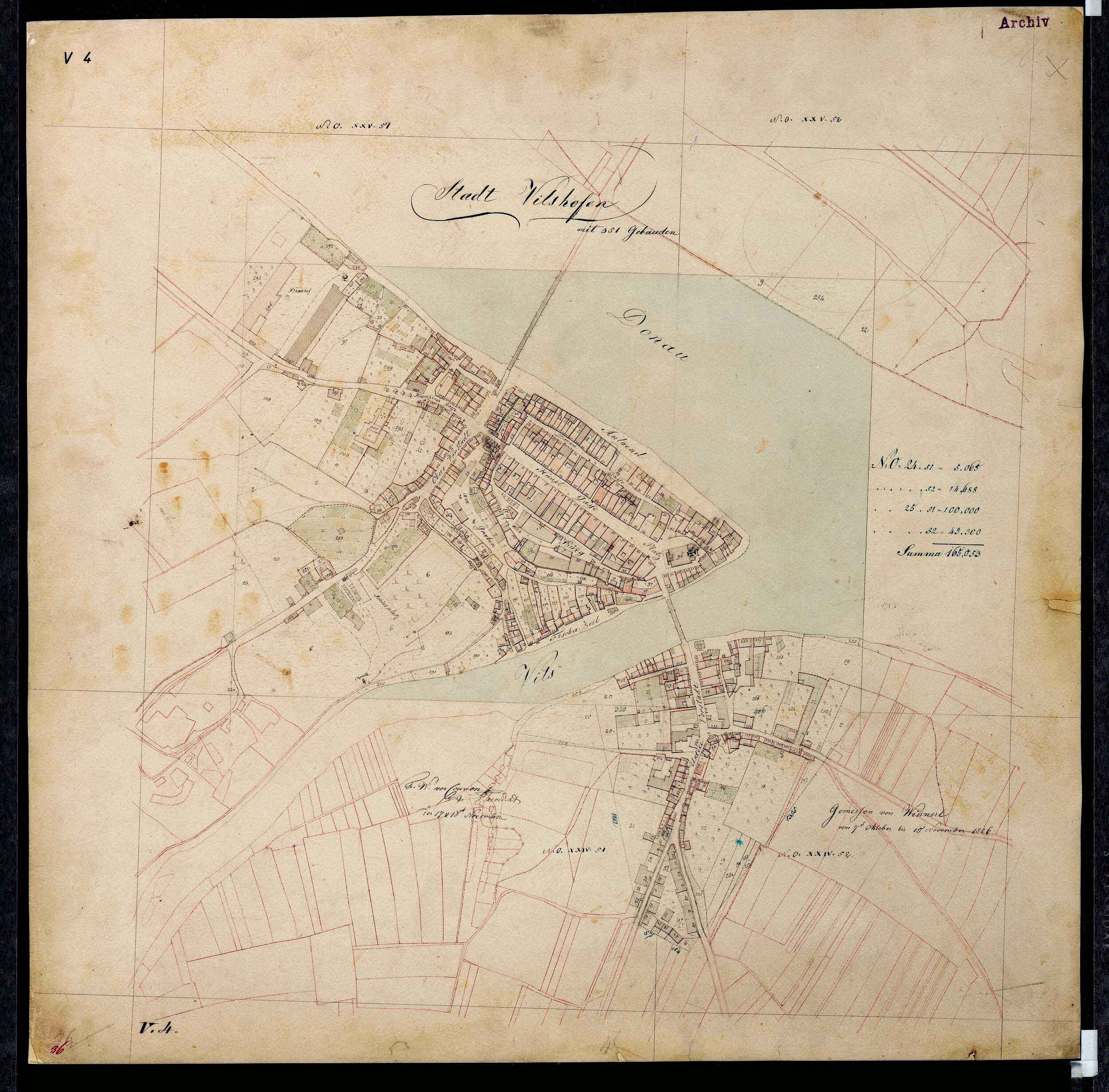
Vilshofen um 1826 (Stadtplan aus der Bayerischen Uraufnahme)
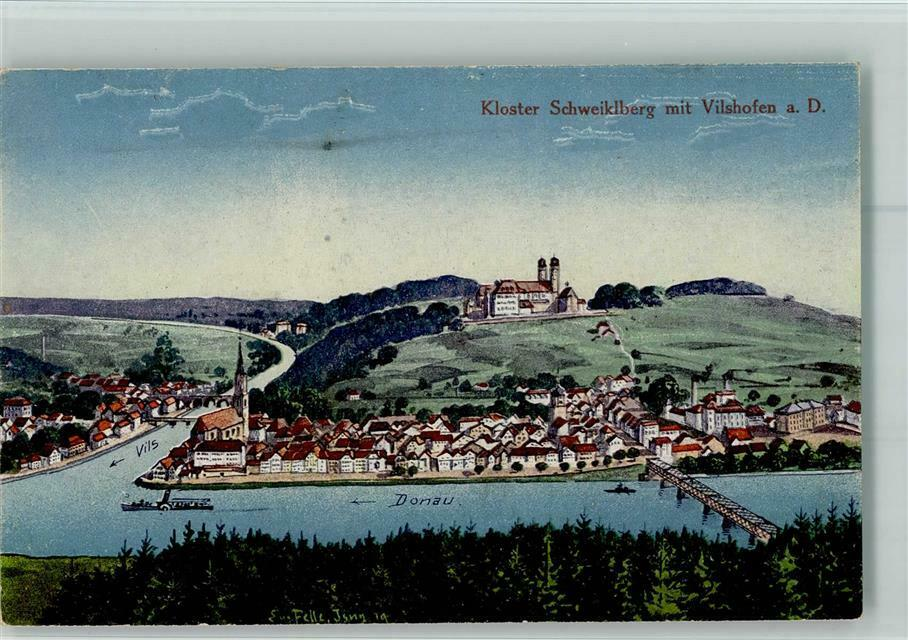
Vilshofen und Kloster Schweiklberg um 1910 (Ansichtskarte)